# All That I Am (Joe)
All That I Am è un album discografico del cantante statunitense Joe, pubblicato nel 1997.

## Tracce
1. All The Things (Your Man Won't Do)
2. The Love Scene
3. Don't Wanna Be A Player
4. Good Girls
5. How Soon
6. Sanctified Girl (Can't Fight This Feeling)
7. All That I Am
8. No One Else Comes Close
9. Come Around
10. U Shoulda Told Me (U Had A Man)
11. Love Don't Make No Sense
12. No One Else Comes Close (Unplugged)

Bonus track Australia
1. No One Else Comes Close (Steve Anthoy's  RnB Mix)
2. Don't Wanna Be A Playa (Joe/Big Baby Remix)
3. Good Girls (Tlac Remix)
4. The Love Scene (Henry St Remix)